# Desbruyeresia marianensis
Desbruyeresia marianensis is een slakkensoort uit de familie van de Provannidae. De wetenschappelijke naam van de soort is voor het eerst geldig gepubliceerd in 1990 door Okutani & Fujikura.